# Kalekanda
Kalekanda (nep. कालेगाँडा) – gaun wikas samiti w zachodniej części Nepalu w strefie Seti w dystrykcie Achham. Według nepalskiego spisu powszechnego z 2011 roku liczył on 562 gospodarstwa domowe i 3490 mieszkańców (1853 kobiety i 1637 mężczyzn).